# Ренді Роадс
Рендалл «Ренді» Роадс (англ. Randall William "Randy" Rhoads) — американський гітарист-віртуоз, музикант, автор пісень.
У початковий період музичної діяльності був членом групи Quiet Riot, після почав грати з Оззі Осборном. Незважаючи на те, що кар'єра Ренді була недовгою, багато гітаристів визнають його вплив на їхню творчість. Роадс захоплювався класичною гітарою (під час туру з Оззі він навіть брав уроки) і намагався поєднати цей стиль зі своїм власним. Помер у віці 25 років у Флориді в авіакатастрофі під час туру з Осборном у 1982 році.

## Біографія

### Ранні роки
Роадс народився 6 грудня 1956 року в лікарні святого Іоанна в Санта-Моніці (Каліфорнія). Ренді був молодшим із трьох дітей у родині. Його старший брат Даг, відомий як Келлі Роадс - барабанщик і вокаліст, а також він робить аранжування класичних композицій. Сестру звуть Кеті. Мати Роадса з 1949 року була директором музичної школи в Північному Голлівуді (Каліфорнія).
Ренді почав грати на гітарі з 6 років - його першим інструментом став батьківський акустичний Gibson. За словами матері Ренді, він вчився грати на фолк-гітарі (в той час це був популярний спосіб освоїти інструмент), але уроки тривали недовго. Роадс постійно удосконалював техніку, яка необхідна лідер-гітаристу, який грає в стилі хард-рок і хеві-метал, але також на нього вплинула класична музика. В інтерв'ю журналу «Hit Parader» Ренді розповів, що уроки класичної гітари в той час не справляли на нього враження, йому хотілося грати тільки рок. Пізніше, вже ставши гітаристом в групі Оззі Осборна, він почав розуміти класичну гітару і навіть став брати уроки за власним бажанням.

## Кар'єра

### Quiet Riot
У 14 років Роадс зібрав групу під назвою Violet Fox. Місце барабанщика зайняв старший брат Ренді, а репертуар групи складався з чужих пісень. Violet Fox дали кілька виступів в музичній школі. Група виконувала пісню «Mississippi Queen» (група Mountain), а також композиції Еліса Купера, Роллінг Стоунс і Девіда Боуї. Колектив проіснував близько п'яти місяців. Після розпаду Violet Fox Ренді навчив свого друга Келлі Гарні грати на бас-гітарі, і разом вони зібрали групу The Whore (репетиції проходили в нічному клубі Лос-Анджелеса «Rodney Bingenheimer's English Disco»).
За словами матері Ренді, разом з Келлі Гарні він зібрав групу Quiet Riot, коли йому було близько 17 років. Вокаліст Кевін Дюброу переконав музикантів дати йому шанс і пройшов прослуховування, яке відбулося на кухні у Роадса. Барабанщик Дрю Хизується вже давно розглядався як потенційний член групи: раніше він іноді грав з Ренді і Келлі.
На початку Quiet Riot грали в маленьких барах Голлівуду і на місцевих святах в Бербанк, але з часом група дала концерти в двох музичних клубах Лос-Анджелеса - «Whisky a Go Go» і «Starwood», які в той час вважалися головними в місті. Уже в той час Роадс став лідер-гітаристом: він виконував швидкі віртуозні шматки, і трохи пізніше почав додавати до них шуми, акорди і повільні вставки. Але, незважаючи на вдале просування на сцені, Quiet Riot не могли укласти великий контракт на запис в США. У підсумку, групі вдалося підписати угоду з японським лейблом «Sony Music Entertainment Japan», і на ньому вийшли альбоми Quiet Riot і Quiet Riot II.
У цей час, крім концертів та репетицій з Quiet Riot, Ренді давав уроки в музичній школі, в якій його мати була директором. Пізніше гітарист визнавав, що робота з учнями дуже допомогла йому рости як музикантові. За словами учнів, Ренді був дуже добрий до них, і коли група Quiet Riot виступала в Голлівуді, він помістив їх імена до списку запрошених на концерт.

### Співпраця з Оззі Осборном
У 1979 році колишній вокаліст Black Sabbath Оззі Осборн шукав музикантів для нової групи. Дан Страм (в майбутньому він став бас-гітаристом групи Slaughter) порекомендував йому Ренді. Гітаристу подзвонили і запросили на прослуховування. За словами самого Роадса, він не був дуже зацікавлений цим прослуховуванням і пішов на нього тільки на прохання Дана Страма.
До моменту приходу Ренді Оззі Осборн вже встиг прослухати велику кількість кандидатів, які намагалися наслідувати Тоні Айоммі. Вокалісту дуже сподобалося, що у Роадса був власний стиль, і він не намагався «косити» під кого-небудь з відомих гітаристів. У той час Ренді було 22 роки.
Після цього Роадс порекомендував Quiet Riot свого друга гітариста Грега Леона і в листопаді 1979 року вирушив до Великої Британії писати новий альбом з Оззі.
Ренді Роадс і Оззі Осборн писали музику разом. Іноді вокаліст наспівував мелодію, а гітарист підбудовував під неї придумані ним послідовності акордів (так з'явилися на світ пісні «Goodbye To Romance» і «Mr. Crowley»). В інших випадках Ренді грав свої композиції, і якщо Оззі щось подобалося, він просив його запам'ятати ту чи іншу частину.

#### Blizzard of Ozz
Під час запису дебютного альбому Blizzard of Ozz стиль гри Роадса сильно змінився, так як Оззі Осборн і Боб Дейслі надали йому повну свободу, дозволяючи грати все, що він захоче. Критики характеризують період творчості Ренді в Quiet Riot як нудний і невинахідливий. Фанати відразу ж полюбили альбом, відмінною рисою якого став неокласичний стиль гри Роадса. 
Звукорежисер Макс Норман, який працював над альбомом розповів, що Ренді дуже турбувався за те, що грав і робив все дуже скрупульозно: якщо в соло була хоча б пара помилок, він робив його заново.
Композиція «Crazy Train» з цього альбому в листопаді 2010 року була поміщена компанією Gibson на третє місце в списку кращих на її думку гітарних рифів 80-х років.

#### Diary of a Madman
У жовтні 1981 року вийшов альбом Diary of a Madman. За словами звукорежисера Макса Нормана, до моменту запису альбому Ренді Роадс став грати ще краще. Сам гітарист говорив, що дуже виріс під час турне з Blizzard of Ozz. У музикантів не було дуже багато часу, як при записі попереднього альбому, і сам Ренді розповів, що не міг шукати саме те, що він хотів зіграти, і до моменту прибуття в студію у групи були лише начерки пісень.
В цей час Ренді Роадс сказав Оззі і іншим членам групи, що збирається на кілька років залишити рок-музику для того, щоб здобути освіту по класу класичної гітари в Каліфорнійському університеті в Лос-Анджелесі. Під час інтерв'ю для журналу «Hit Parader» у Ренді запитали, чи збирається він залишити рок-н-рол і він відповів: «Зовсім ні. Я люблю грати рок-н-рол, просто я хочу стати хорошим гітаристом. Я не вважаю, що повинен задовольнитися лише одним стилем. Якщо любиш грати на гітарі, слід вивчити стільки напрямків, скільки можливо».
Ще за життя Роадса фірма-виробник гітар Jackson випустила спеціальну модель «Rhoads». Самому гітаристу було надано два примірники: чорний і білий. Ренді Роадс не дожив до того моменту, коли їх почали випускати для продажу.

## Смерть
Останній концерт Ренді відбувся в четвер 18 березня 1982 року в місті Ноксвілл в Knoxville Civic Coliseum. 19 березня гурт прямував на фестиваль в Орландо. Після тривалого нічного переїзду музиканти зупинилися біля містечка Лісбург у Флориді. Щоб скоротати час, водій автобуса запропонував членам групи покататися на літаку без дозволу господаря. Першим з них полетів клавішник групи Дон Ейрі, і на все пройшло добре. Після цього Ейрі умовив Ренді полетіти наступним.
Ренді, який боявся літати, погодився на політ в основному тому, що у перукарки групи, яка також була в літаку, було слабке серце, і пілот пообіцяв не робити різких маневрів. Крім того, Ренді захоплювався фотографією, і захотів зробити кілька знімків автобуса з літака.
Під час польоту Оззі, його дружина Шерон і басист Руді Сарзо спали в автобусі, і для того, щоб їх розбудити, пілот зробив кілька різких знижень. Під час третього літак зачепив лівим крилом задню частину автобуса. Літак здер частина даху автобуса і зіткнувся з великою сосною, перш ніж впасти на дах гаража поруч із прилеглим особняком. Літак вибухнув і згорів. Всі троє пасажирів загинули на місці і були пізнані тільки за відбитками зубів.
За словами дружини пілота, він робив такі низькі заходи поруч з автобусом, щоб убити її.
Під час розтину пілота в крові були знайдені сліди кокаїну.
Ренді Роадс похований на одному кладовищі зі своїми батьками в Сан-Бернардіно (Каліфорнія).

## Вплив на інших музикантів
Незважаючи на те, що життя і музична кар'єра Ренді Роадса були недовгими, багато відомих музикантів визнають, що він надав на них великий вплив. Серед них: Закк Вайлд, Дарон Малакян, Джордж Лінч, Пол Гілберт, Buckethead, Джон Петруччі і багато інших.

## Відзнаки
- У грудні 1981 року більшість читачів журналу Guitar Player проголосувало за Ренді в номінації «найкращий новий талант».

- У грудні 1981 року Роадс став «найкращим хеві-метал гітаристом» за опитуванням читачів британського тижневика Sounds.

- Зайняв 85-е місце в списку 2003 року «100 найкращих гітаристів усіх часів за версією журналу Rolling Stone» і 36-е місце в оновленому списку 2011[10].

- Зайняв 4 місце в списку 100 найкращих хеві-метал гітаристів за версією журналу Guitar World.

- Гітарні соло до пісень «Crazy Train» і «Mr. Crowley» за результатами опитування читачів журналу Guitar World зайняли 9 і 28 місце в списку 100 найкращих[11].

- Включений в список 50 найшвидших гітаристів усіх часів за версією журналу Guitar World[12].

- Пісня «Crazy Train» займає 51 місце в списку 100 кращих гітарних композицій за версією журналу Rolling Stone.

- Включений в список найкращих гітаристів усіх часів журналом Classic Rock.

## Дискографія

### В складі Quiet Riot
- Quiet Riot (1977)
- Quiet Riot II (1978)

### З Оззі Осборном
- Blizzard of Ozz (1980)
- Diary of a Madman (1981)
- Tribute (1987) (посмертний альбом)